# 凉帽顶山
28°12′26″N 121°17′33″E / 28.20736°N 121.29261°E
凉帽顶山，也称凉帽顶、后山，是中华人民共和国浙江省台州市玉环市楚门镇的最高峰，位于楚门镇南侧。

## 特点
凉帽顶位于筠岗牛角坑济理寺北侧（后济理寺被拆），海拔264米，为楚门最高峰。东南部有烂田山。山上原建有茶园、药圃，后退耕还林。1985年，山上动工兴建凉帽顶山风力电站。1986年6月，1000瓦风力发电机投入运行，9月停办。